# BSp 5 und NME 7
Die normalspurigen Tenderlokomotiven BSp 5 und NME 7 waren von Borsig von der pr. T 3 für Industriebahnen abgeleitete dreiachsige Tenderlokomotiven. Die beiden Lokomotiven wurden für die Kleinbahn Bötzow–Spandau (BSp 5) sowie die Neukölln-Mittenwalder Eisenbahn (NME 7) gefertigt.
Die Lokomotiven werden auch als Borsig-Werklok 350 PS bezeichnet.

## Geschichte

### Vorkriegsgeschichte
Borsig in Berlin-Tegel hatte mehrere dreifach gekuppelte Tenderlokomotiven für Nassdampf im Fertigungsprogramm, die in ihrer Grundkonzeption der T 3 ähnelten. Die Lokomotiven waren für Werkbahnen gedacht und fanden auch bei Privatbahnen Abnehmer. Darunter waren Lokomotiven in zwei Varianten mit unterschiedlicher Rahmen- und Kessellänge mit einer Leistung von 350 PS. Von diesen Varianten ist je ein Exemplar bekannt.
Die kürzere Variante mit der Fabriknummer Borsig 6899 war ab 1908 auf der Kleinbahn Bötzow–Spandau eingesetzt. Die längere Variante mit der Fabriknummer Borsig 7408 war ab 1910 bei der Neukölln-Mittenwalder Eisenbahn als NME 7 im Dienst. Diese wurde 1936 an die Königs Wusterhausen-Mittenwalde-Töpchiner Kleinbahn verkauft und bekam dort die Nummer 3 in Zweitbesetzung. Nach dem Zweiten Weltkrieg befand sich die KMT 3II im Schadpark.

### Nachkriegsgeschichte
Durch Verstaatlichung wurden die Lokomotiven von der Deutschen Reichsbahn übernommen. Die Lokomotive der Kleinbahn Bötzow–Spandau erhielt die Betriebsnummer 89 6217, die Lokomotive der Königs Wusterhausen–Mittenwalde–Töpchiner Kleinbahn wurde zur 89 6308.
89 6217 war 1950 in Ketzin beheimatet, kam zur Reichsbahndirektion Erfurt und wurde auf der Bahnstrecke Bad Langensalza–Haussömmern eingesetzt. Weitere Stationierungsdaten waren 1957 Barth und 1958 Röblingen. Danach wurde die Lokomotive an eine Zuckerfabrik in Erdeborn abgegeben.
Die 89 6219 war bis 1951 in Berlin-Schöneweide im Schadpark abgestellt. Dann wurde sie an das Kalikombinat Merkers abgegeben, wo sie als Werklok 4 noch einige Jahre im Einsatz war.

## Konstruktion
Unterschiede zur pr. T 3 waren der geringere Raddurchmesser von 1000 mm und die Heusinger-Steuerung bei der 89 6217.
Die Lokomotiven besaßen einen Blechrahmen, der als Wasserkastenrahmen ausgebildet war. Das Laufwerk war asymmetrisch ausgeführt. Die innere Steuerung erfolgte mit Flachschiebern der preußischen Regelausführung. Der Kreuzkopf der äußeren Steuerung war bei der 89 6217 einschienig, bei der 89 6219 zweischienig.
Der Kessel war nach dem Nassdampfverfahren ausgelegt und bestand aus zwei Schüssen. Auf dem vorderen Schuss saß der Dampfdom, auf dem hinteren Schuss der Sandkasten. Vor der Führerhausvorderwand war auf dem Stehkessel das Sicherheitsventil der Bauart Ramsbotton angeordnet. Die Rauchkammer war nach preußischen Normen gestaltet.
Das Führerhaus entsprach bis auf die untere hintere Abschrägung der Einheitsbauart von Borsig. Es besaß schmale Seitenfenster. Rechts und links vor dem Führerhaus befanden sich die Kohlekästen. Die Bremsausrüstung bestand aus der Wurfhebelbremse und der indirekten Bremse Bauart Knorr. Der Sandstreuer war handbetätigt und sandete den Treibradsatz von vorn sowie hinten. Zwischen dem Sand- und Dampfdom war das Dampfläutewerkauf auf einer Konsole angeordnet. Zur Signalgebung war eine auf dem Führerhaus angeordnete Dampfpfeife vorhanden. Die Lokomotiven besaßen Petroleumbeleuchtung, die sie bis zur Ausmusterung behielt.